# The Hellacopters
The Hellacopters est un groupe suédois de hard rock, originaire de Stockholm. Il est formé en 1994 et séparé en 2008, puis reformé en 2016. Le style musical du groupe est désigné sous le terme de « hard fast rock », aussi appelé « high energy rock 'n' roll ».

## Histoire

### Débuts (1994–1999)

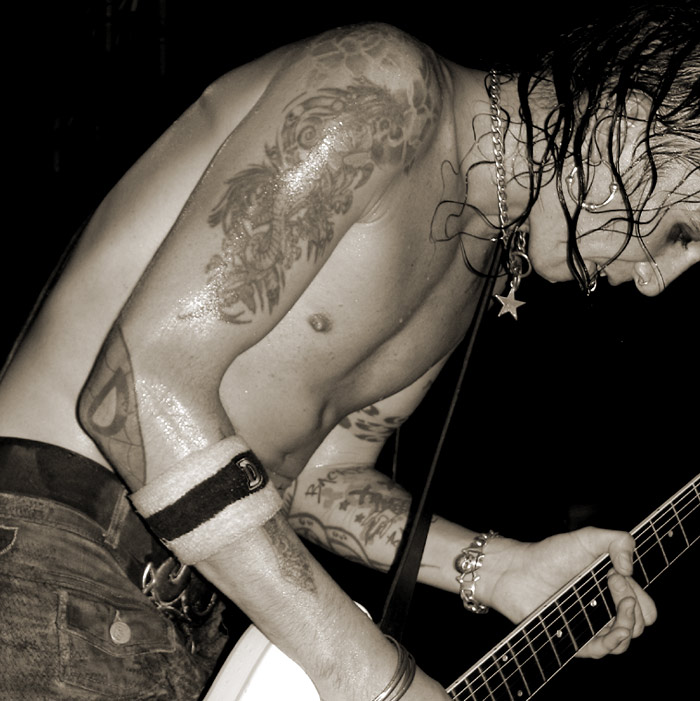
Dregen, guitariste et membre fondateur sur scène.

La première répétition des Hellacopters a lieu le 4 novembre 1994 entre de nouveaux amis. Initialement commencé comme un projet parallèle de Nicke Andersson (ancien batteur d'Entombed) avec Dregen, Kenny Håkansson, et Robert Eriksson, le groupe sort leur premier single - Killing Alan - en janvier 1995 sur leur propre label Psychout  (enregistré seulement après 3 répétitions),.
Après un autre single, intitulé 1995, les Hellacopters signent avec White Jazz Records et sortent leur premier album Supershitty to the Max! en juin 1996. Après une tournée intensive, ils reçoivent un Swedish Grammy pour cet album, puis recrutent brièvement Anders Lindström pour l'ouverture des dates scandinaves  de Kiss en juin 1997 après avoir sorti Payin' the Dues.
Au début de l'année 1998 le groupe tourne en Europe avec Gluecifer, puis Dregen quitte les Hellacopters pour se concentrer sur ses Backyard Babies après la tournée. Avec deux guitaristes remplaçant Chuck Pounder et Mattias Hellberg, les Hellacopters jouent alors 114 concerts dans 18 pays dont les États-Unis, le Canada, l’Australie, la Nouvelle-Zélande, et le Japon. En septembre de cette année, ils enregistrent leur troisième album, Grande Rock, avec Anders Lindström comme second guitariste. En février 1999, Robert Dahlqvist est recruté comme second guitariste, complétant la formation actuelle. Avec lui, les Hellacopters vont enregistrer leurs trois albums suivants et continuer à tourner encore et encore.

### By the Grace of God(2000–2004)
Au début de 2002, le groupe publie sa première compilation de morceaux inédits, Cream of the Crap Vol. 1. Ils enregistrent 20 morceaux de leur cinquième album aux studios Polar de Stockholm ; 13 d'entre eux incluent ceux de By the Grace of God. Il devient leur premier album à succès, qui atteint la deuxième place en Suède, et la 8e place en Finlande, puis il est de nouveau certifié disque d'or en Suède. Le morceau-titre atteint les charts de singles, et est diffusé à la radio et à la télévision. Le groupe ouvre aussi en concert pour les Rolling Stones et ZZ Top à Stockholm et Helsinki.

### Rock and Roll is Dead(2005–2006)
Avant la séparation des Hellacopters, leur deuxième compilation de morceaux inédits, Cream of the Crap Vol. 2, est publiée. Le groupe révèle avoir suffisamment de morceaux pour en faire deux autres volumes, mais il ne prévoit aucune sortie dans la lignée des Cream of the Crap. Eriksson et Lindstrom font une petite virée en Italie pour enregistrer Rock and Roll Is Dead en 2005. Le titre est une référence à leur perception de l'industrie musicale,.
L'album entre dans les charts suédois et atteint le top 20 en Finlande. En mars 2006, The Hellacopters tournent pendant trois ans aux États-Unis, et passent pas la Suède avec The Hives, Millencollin, Backyard Babies et The Soundtrack of Our Lives pour le Where the Action Is Tour. Le morceau Nothing Terribly New est mentionné à plusieurs reprises par Steven Van Zandt (E Street Band) comme l'un de ses morceaux garage rock préférés,.

### Head Offet séparation (2007–2008)

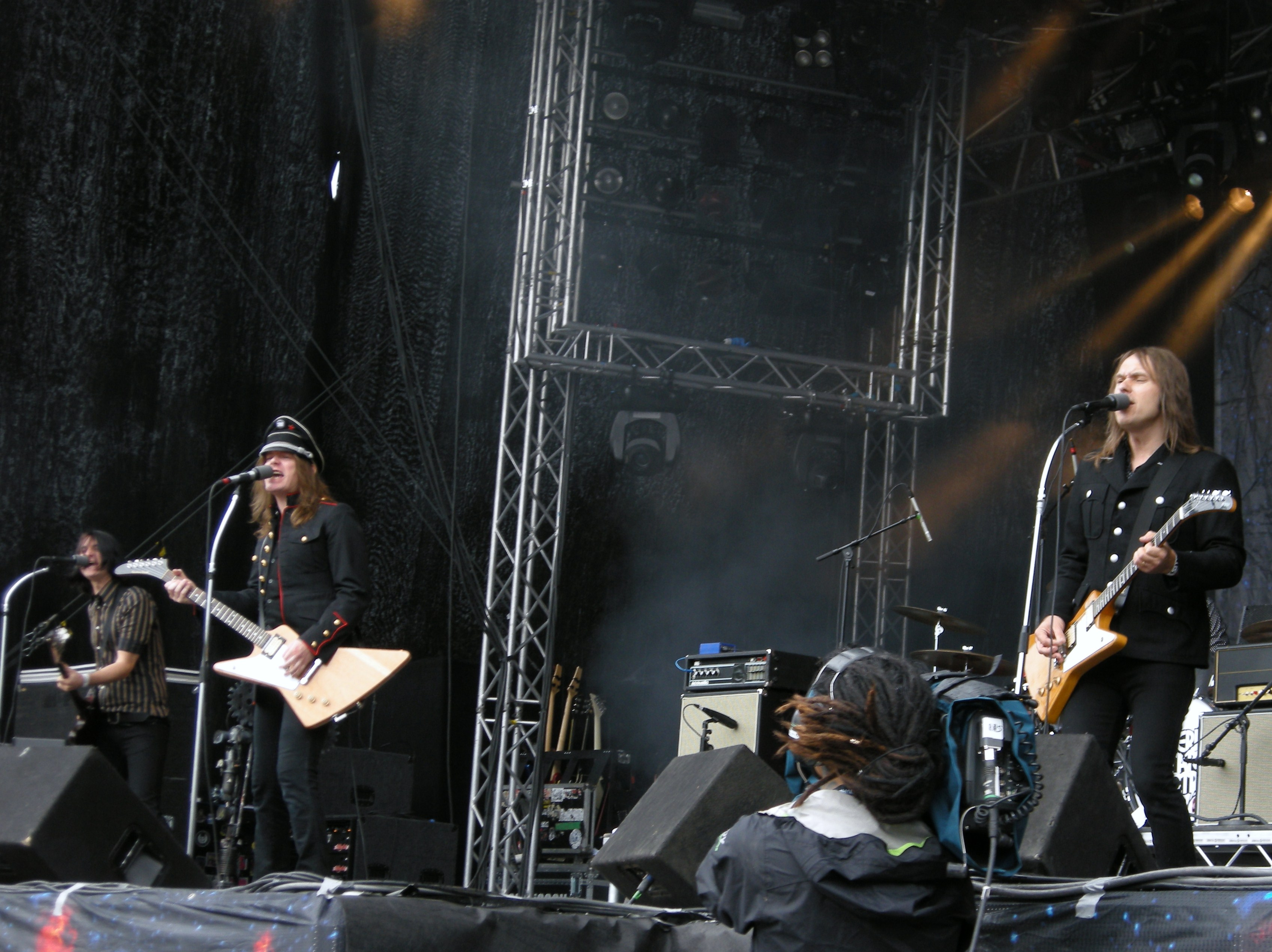
Nicke Andersson en 2010 avec Imperial State Electric.

Le 13 octobre 2007, The Hellacopters annoncent officiellement leur séparation via leur site web, tout en précisant que leur septième et dernier album Head Off serait disponible début 2008. L'album débute quatrième des charts suédois et dans le top 20 finlandais et norvégiens. Il s'ensuit une tournée d'adieu européenne qui se déroule au cours de l'année 2008. Leur dernier concert est joué au Debaser Medis de Stockholm les 25 et 26 octobre ; les concerts sont filmés et diffusés en direct sur Myspace. De nombreux amis et collaborateurs étaient parmi le public comme Sahara Hotnights, Entombed, Burst, Stefan Sundström, Texas Terri, Pernilla Andersson et "Demons". Le groupe sort un double-album, live de leur tournée Tour Before the Fall,,.

### Retour (depuis 2016)
En 2016, la première biographie du groupe, à laquelle tous les membres participent, est publiée, The Hellacopters, du kérosène dans les veines, de Rudy Charis, parait aux Éditions du Camion blanc en français, et à paraître en anglais courant 2018. En juin, la formation originale du groupe se produit au Sweden Rock Festival à l'occasion du vingtième anniversaire de la sortie de leur premier album. Le concert est précédé en mai par la sortie d'un single composé de deux inédits composés en 1996 mais enregistrés en 2016. Début février 2017, les membres du groupe annonce la mort de leur ancien guitariste Robert Dahlqvist.
Le 31 mars 2017, le groupe annonce le départ pour raisons personnelles de Kenny et son remplacement par le finlandais Sami Yaffa (entre autres Hanoi Rocks). Le groupe tourne à nouveau durant le printemps et l'été 2017.

## Membres

### Membres actuels
- Dregen - guitare, chœurs
- Nicke Royale (Anders Niklas Andersson) - chant, guitare
- Dolf DeBorst - basse
- Robban (Matz Robert Eriksson) - batterie, chœurs
- Boba Fett (Anders Lindström) - piano

### Anciens membres
- Strings (Jens Robert Dahlqvist) - guitare
- Chuck Pounder - guitare, chœurs
- Matias Hellberg - guitare, chœurs
- Kenny (Kenny Håkansson) - basse
- Sami Yaffa - basse

## Discographie

### Albums studio
- 1996 : Supershitty to the Max!
- 1997 : Payin' the Dues
- 1999 : Grande Rock
- 2000 : High Visibility
- 2002 : By The Grace of God
- 2005 : Rock and Roll is Dead
- 2008 : Head Off
- 2022 : Eyes of Oblivion
- 2025 : Overdriver

### Splits
- 1997 : Respect the Rock (avec Gluecifer)
- 1999 : Respect the Rock USA (avec Gluecifer)
- 2001 : White Trash Soul (avec Flaming Sideburns)

### Mini albums et 10" (vinyle)
- 1998 : Disappointment Blues
- 1999 : Doggone Your Bad-Luck Soul
- 1999 : Move Right Out Of Here
- 2004 : Strikes Like Lightning

### Compilations
- 2001 : Geekstreak (Japon)
- 2002 : Cream Of The Crap, vol. 1
- 2002 : Hellacopters, 12"
- 2004 : Cream Of The Crap, vol. 2
- 2006 : Air Raid Serenades

### Singles
- 1995 : Killing Allan
- 1995 : 1995
- 1996 : Now
- 1996 : (Gotta Get Some Action) Now
- 1996 : Misanthropic High
- 1997 : Riot On The Rocks
- 1997 : Soul Seller
- 1998 : City Slang
- 1998 : Like No Other Man
- 1998 : Looking At Me
- 1998 : Hey
- 1999 : Dirty Women
- 1999 : Twist Action In New York
- 1999 : Down Right Blue
- 1999 : The Devis Stole The Beat From The Lord
- 1999 : Twist Action Over America
- 1999 : Move Right Out OF Here
- 1999 : Scott Morgan And The Hellacopters
- 2000 : Twist Action In 2000
- 2000 : It's Not A Long Way Down
- 2000 : Toys And Flavour
- 2000 : Hopeless Case Of A Kid In Denial
- 2001 : Hopeless Case Of A Kid In Denial Box
- 2001 : No Song Unheard
- 2002 : By The Grace Of God
- 2002 : Carry Me Home
- 2004 : Strikes Like Ligtning 7" Box
- 2005 : Everythings on T.V.
- 2005 : I'm In The Band
- 2007 : The Same Lame Story
- 2008 : In The Sign of the Octopus
- 2008 : Darling Darling

### Splits
- 1997 : Electric Frankenstein vs The Hellacopters (avec Electric Frankenstein)
- 1998 : Rock and Roll Jihad (avec The Nitwitz)
- 1999 : New Bomb Turks / The Hellacopters (avec New Bomb Turks)
- 1999 : The Hellacopters / Powder Monkeys (avec Powder Monkeys)
- 1999 : Check This Action (avec Powder Monkeys)
- 1999 : Blå Tåget / The Hellacopters (avec Blå Tåget)
- 1999 : Gearhead Magazine #10 (avec Rocket From the Crypt)
- 1999 : Quadracopters / Hellajets (avec Quadrajets
- 2001 : The Hellacopters / Adam West (avec Adam West)
- 2003 : Pack Of Lies (avec The Nomads)
- 2003 : The Hellacopters / Weaselface (avec The Weaselface)
- 2004 : The Hellacopters / Adam West (avec Adam West)

### DVD
- Goodnight Cleveland (2003)